# Marc'Antonio Donzelli
Marc'Antonio Donzelli (Novellara, 1634 circa – aprile 1707) è stato un pittore italiano.

## Biografia
Figlio di Domenico Donzelli, nel 1653 fu allievo del pittore Pietro Mango, attivo alla corte dei Gonzaga. Nel 1664 operò a Bologna, allievo di Giovan Andrea Sirani (1610-1670). Nel 1672 si trasferì a Mantova, dove divenne pittore di corte di Ferdinando Carlo di Gonzaga-Nevers, ultimo duca di Mantova. Mantenne contatti preferenziali con il conte di Novellara Camillo III Gonzaga, al quale offrì consulenza artistica e di mediazione per l'acquisto di opere d'arte. Dal 1691 si trasferì a Bergamo, dove lavorò per la Basilica di Santa Maria Maggiore. Nel 1693 ritornò a Mantova e nel 1694 e nel 1697 fu a Riva del Garda col fratello Pietro, dove affrescarono la cupola della Chiesa di Santa Maria Assunta.
Marc'Antonio morì nel 1707.

## Opere
- Rachele nasconde gli idoli di Labano, olio su tela, 1680, Chiesa di Sant'Apollonia, Mantova
- Annunciazione, olio su tela, 1682, Museo diocesano Francesco Gonzaga, Mantova
- Annunciazione, olio su tela, 1680-1685, Pieve di Coriano
- Vergine del Rosario, olio su tela, 1683, opera dispersa, Chiesa prepositurale di Sant'Erasmo, Castel Goffredo[1]
- Madonna col Bambino e i santi Pietro e Paolo, olio su tela, 1685, Duomo di Mantova
- Sant'Anna e la Vergine, olio su tela, Chiesa dell'Annunciazione della Beata Vergine Maria, Casatico (Marcaria)
- Sant'Antonio da Padova, olio su tela, Chiesa parrocchiale, Serravalle a Po